# Capanna Dötra
Die Capanna Dötra (deutsch Dötrahütte) ist eine Schutzhütte in der Ortschaft Olivone im Valle Santa Maria im Kanton Tessin in den Lepontinischen Alpen auf einer Höhe von 1748 m ü. M.

## Geschichte und Beschreibung
Die Dötrahütte wurde 1937 eingeweiht, 1955 verbessert, 1987 renoviert und 2018 modernisiert. Sie gehört zur Sektion SAT Lucomagno der Società Alpinistica Ticinese (SAT) und dem Dachverband Federazione Alpinistica Ticinese (FAT).
Die Hütte hat drei Geschosse und einen Speisesaal mit insgesamt 32 Sitzplätzen sowie eine Aussenterrasse mit Tischen. In Abwesenheit des Hüttenwarts steht ein Holz- und Gasherd mit Kochgeschirr zur Verfügung. Die Toiletten und fliessend Wasser befinden sich im Inneren des Gebäudes. Beheizt wird mit Holz und mit Solarzellen beleuchtet. Die 22 Betten sind auf 3 Zimmer mit 2, 4 und 16 Betten verteilt.

## Hüttenzustiege mit Gehzeit
- Mit dem Auto kann bis zur Hütte gefahren werden.
- Von Piera - Camperio (1300 m ü. M.) in 1 ¼ Stunden (Schwierigkeitsgrad T1)
- Von Campra (1412 m ü. M.) in 1 Stunde (T2).
- Von Campo (Blenio) (1216 m ü. M.) in 3 ¼ Stunden (T2).

Camperio, Campra und Campo (Blenio) sind mit öffentlichen Verkehrsmitteln erreichbar.

## Aufstiege
- Pizzo Rossetto (2099 m ü. M.) in 1 ¾  Stunden (T3).

## Skitour
Pizzo di Cadrèigh (2510 m ü. M.) (Schwierigkeitsgrad WS)

## Übergänge zu Nachbarhütten
- Capanna Bovarina in 2 ½ Stunden
- Capanna Cadagno in 3 Stunden
- Capanna Gorda in 3 Stunden
- Capanna Piandios in 4 Stunden
- Capanna Cadlimo in 5 Stunden

## Aktivitäten
Die Hütte und das Gebiet sind geeignet für Wanderer und Familien.